# Allium delicatulum
L'Allium delicatulum és una planta euroasiàtica nativa de la Rússia europea, Siberia occidental, Xinjiang i Kazakhstan. Creix en praderies obertes i deserts.
L'Allium delicatulum produeix bulbs en forma d'ou d'uns 15 mm de diàmetre. Els escaps fan llargades de fins a 25 cm i són arrodonits en secció. Les fulles són arrodonides i més curtes que els escaps. Les flors presenten pètals blancs o roses amb venes vermelles.